# Cas Oorthuys
Casparus Bernardus (Cas) Oorthuys (Leiden, 1 november 1908 – Amsterdam, 22 juli 1975) was een fotograaf en Nederlands verzetsstrijder tijdens de Tweede Wereldoorlog. Samen met Jo Voskuil was hij ook boekbandontwerper.

## Jeugd en opleiding
Oorthuys was de oudste zoon van de hervormde predikant Gerardus Oorthuijs en Dorothea Catharina Helena Christina de Stoppelaar. Oorthuys woonde vanaf zijn eerste jaar in Amsterdam, waar zijn vader beroepen werd als dominee. Hij volgde vanwege zijn dyslexie de ambachtsschool en daarna een opleiding aan de School voor Bouwkunde, Versierende Kunsten en Kunstambachten en studeerde bouwkunde aan de MTS, beide te Haarlem. In Haarlem ontwikkelde hij zich ook geestelijk en werd vegetariër en antimilitarist. Ook las hij communistische lectuur.

## Werkzaamheden voor de oorlog
Vanaf 1930 werkte Oorthuys twee jaar als bouwkundig tekenaar bij de gemeente Amsterdam, maar kreeg ontslag door de crisis. Als werkloze kwam hij in contact met de Communistische Partij Holland waar hij zich bij aansloot. Na zijn ontslag bij de gemeente werkte Oorthuys als grafisch ontwerper en fotograaf. Samen met de schilder Jo Voskuil had hij van 1932 tot 1935 het reclamebureau OV 20 ("Oorthuys-Vos 20"). In de jaren dertig hadden Oorthuys' foto's een sterk propagandistische onderwerpskeuze in de traditie van de "arbeidersfotografie". Onderwerpen waren onder andere de armoede, het politiegeweld, stempelende werklozen en huisuitzettingen. Zijn uitvoering werd beïnvloed door de stroming van de "Nieuwe Fotografie" die vormgeving belangrijker achtte dan het onderwerp.
In de jaren dertig was Oorthuys betrokken bij en lid van verschillende linkse organisaties op zijn vakgebied. Zo was Oorthuys vanaf 1932 actief in de Vereeniging van Arbeiders-Fotografen. In 1936 werd hij vaste fotograaf bij De Arbeiderspers. Hij maakte vele reportages voor tijdschriften, boekillustraties en omslagen en organiseerde fototentoonstellingen. In 1937 was hij een van de organisatoren van de tentoonstelling foto '37. 
Van zijn affiches werd De Olympiade onder dictatuur zeer bekend.

## Tweede Wereldoorlog
Tijdens de Duitse bezetting werd hij verplicht lid van het Verbond van Nederlandsche Journalisten, waarbij alle persfotografen zich in 1941 op last van de bezetter moesten inschrijven. In februari 1942 ontkwam hij aan dat omstreden lidmaatschap door ontslag te nemen bij de "gelijkgeschakelde" Arbeiderspers. In de oorlog werkte hij aan een opdracht van het Agrarisch Fonds om foto's te maken voor een boek over de landbouw in Nederland.
Voor het verzet maakte Oorthuys vanaf 1942 pasfoto's voor vervalste persoonsbewijzen en deed hij ander verzetswerk. In mei 1944 werd hij door de Duitsers opgepakt en naar Kamp Amersfoort overgebracht. Na drie maanden werd hij vrijgelaten en dook daarna onder. Hij sloot zich in september van dat jaar aan bij "De Ondergedoken Camera", een groep Amsterdamse fotografen die illegaal de bezettingstijd vastlegden. Medeleden van deze groep fotografen waren onder meer Fritz Kahlenberg, Charles Breijer en Boris Kowadlo.

## Na de oorlog
Na de oorlog volgde de periode waarin Nederland zijn gezag in "de Oost" probeerde te herstellen. Oorthuys koos in deze oorlog onverbloemd de kant van de jonge Republik Indonesia. Hij gaf een fotoboek uit onder de titel "Staat in wording".
Toch bestreek Oorthuys na de oorlog een veel breder scala aan onderwerpen in zijn fotografie en liet hiermee de beperkingen van zijn ouderlijk kerkelijk milieu en de communistische periode geleidelijk los. Hij portretteerde het leven van gewone mensen vanuit een humanistische levensvisie en publiceerde vele fotoboeken, reisrapportages en bedrijfsuitgaven. Zijn onderwerpskeuze was zeer gevarieerd.
Vanaf circa 1956 werkte fotograaf Wies Meertens zo'n twintig jaar als assistent voor Cas Oorthuys, en drukte zij vele opnamen van Oorthuys af in zijn doka.

## Archief
Oorthuys liet een archief na van meer dan een half miljoen negatieven dat vanaf 1944 zeer compleet is en een grote verscheidenheid aan onderwerpen omvat. Hoewel hij na de oorlog moeite had om nog over zijn ervaringen te spreken, heeft hij de foto's uit die periode vele malen hergebruikt in boeken en als illustratie voor tentoonstellingen en boeken.
Het Archief-Oorthuys bevindt zich in het Nederlands Fotomuseum te Rotterdam.

## Enkele foto's

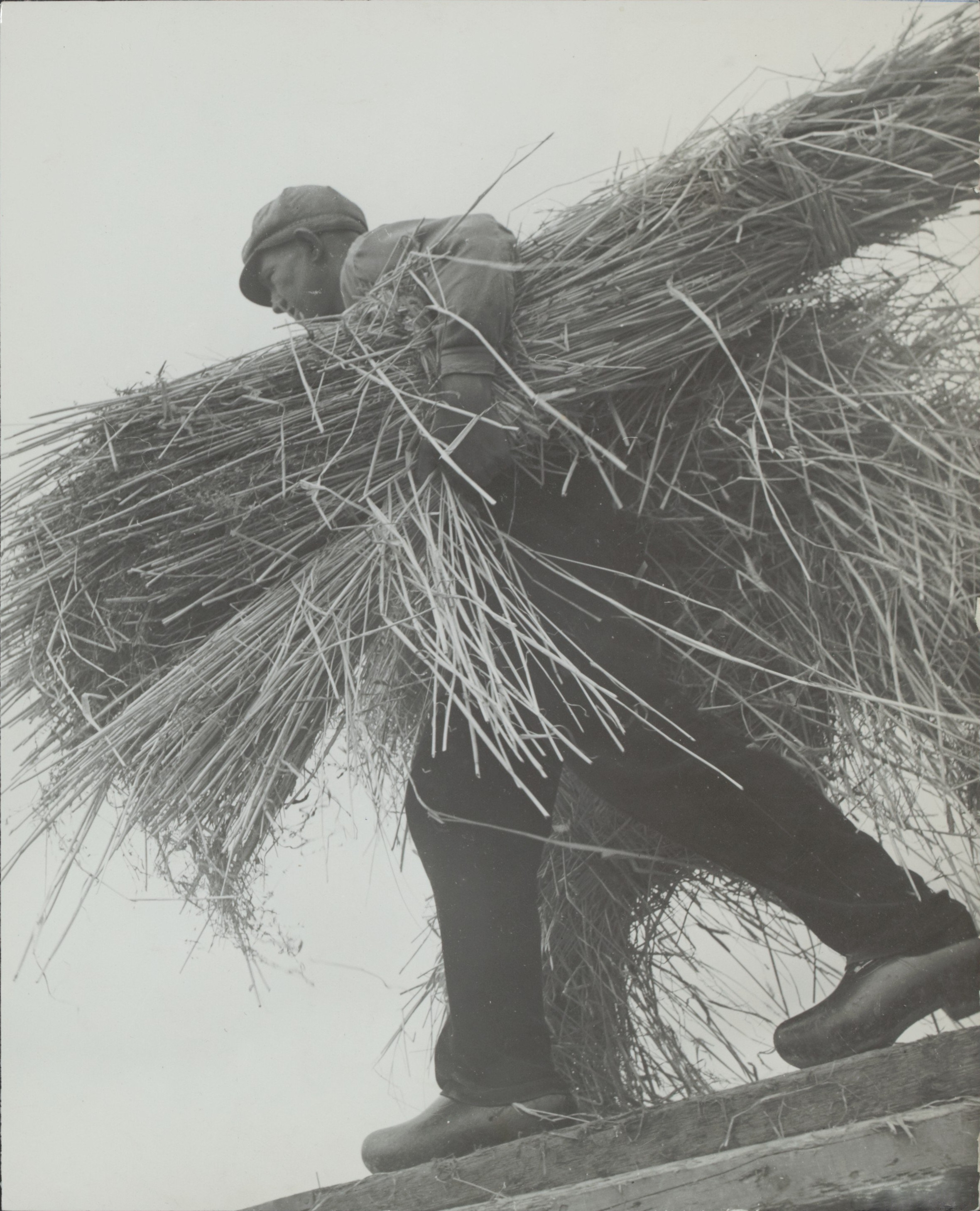
Dijkherstel Walcheren (1945)
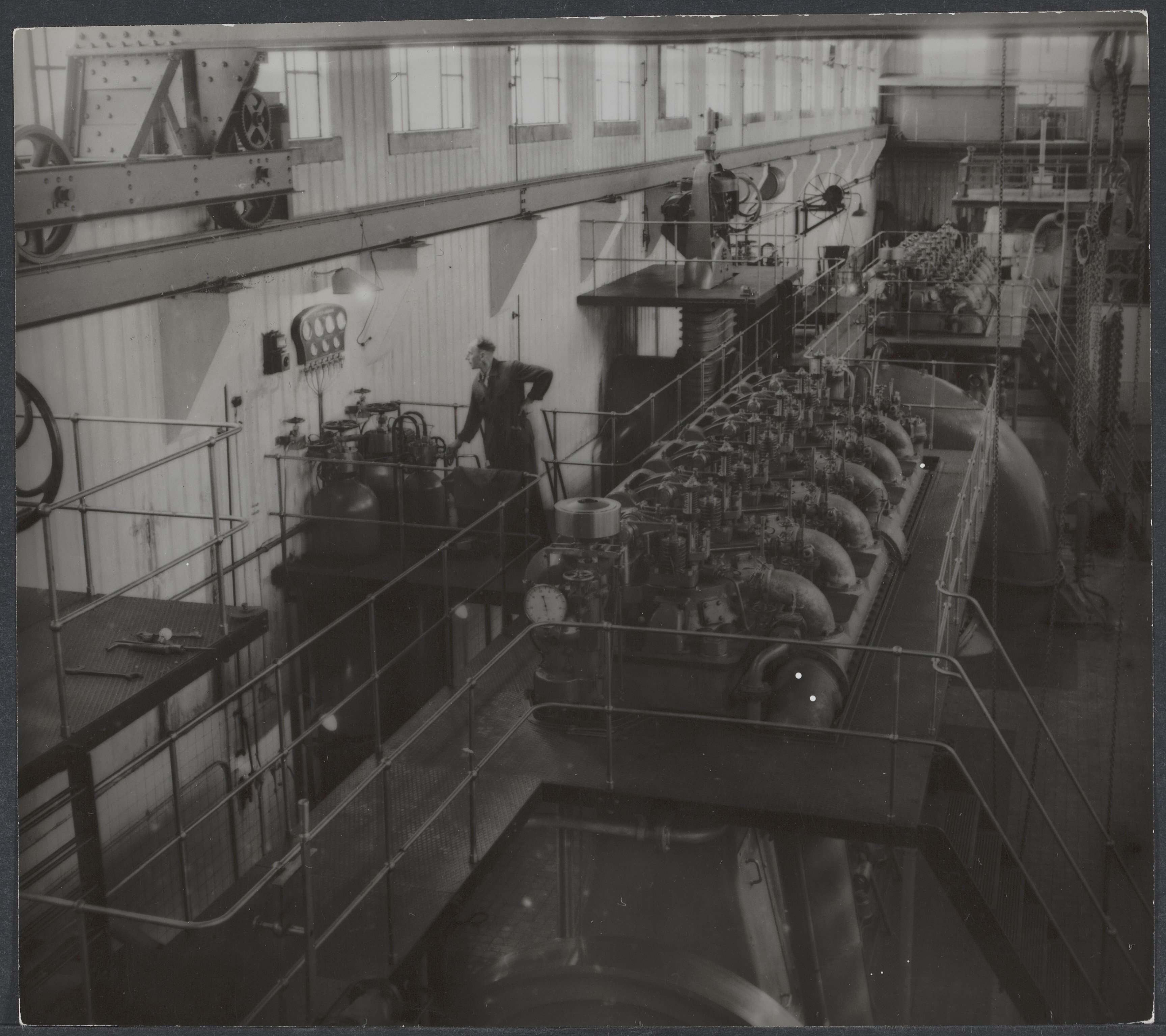
Drooglegging Wieringermeerpolder (1945)
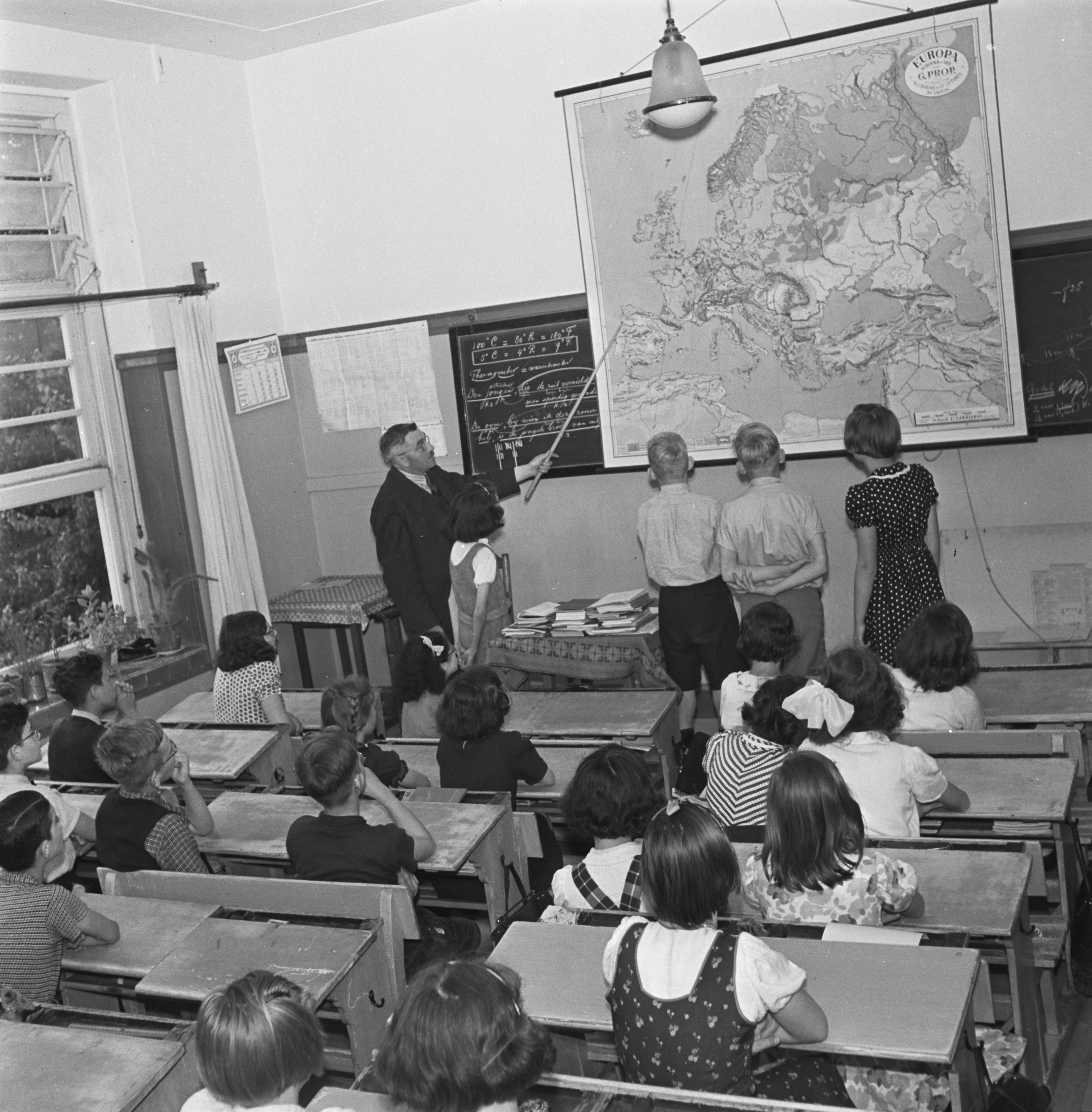
Aardrijkskundeles (1946)
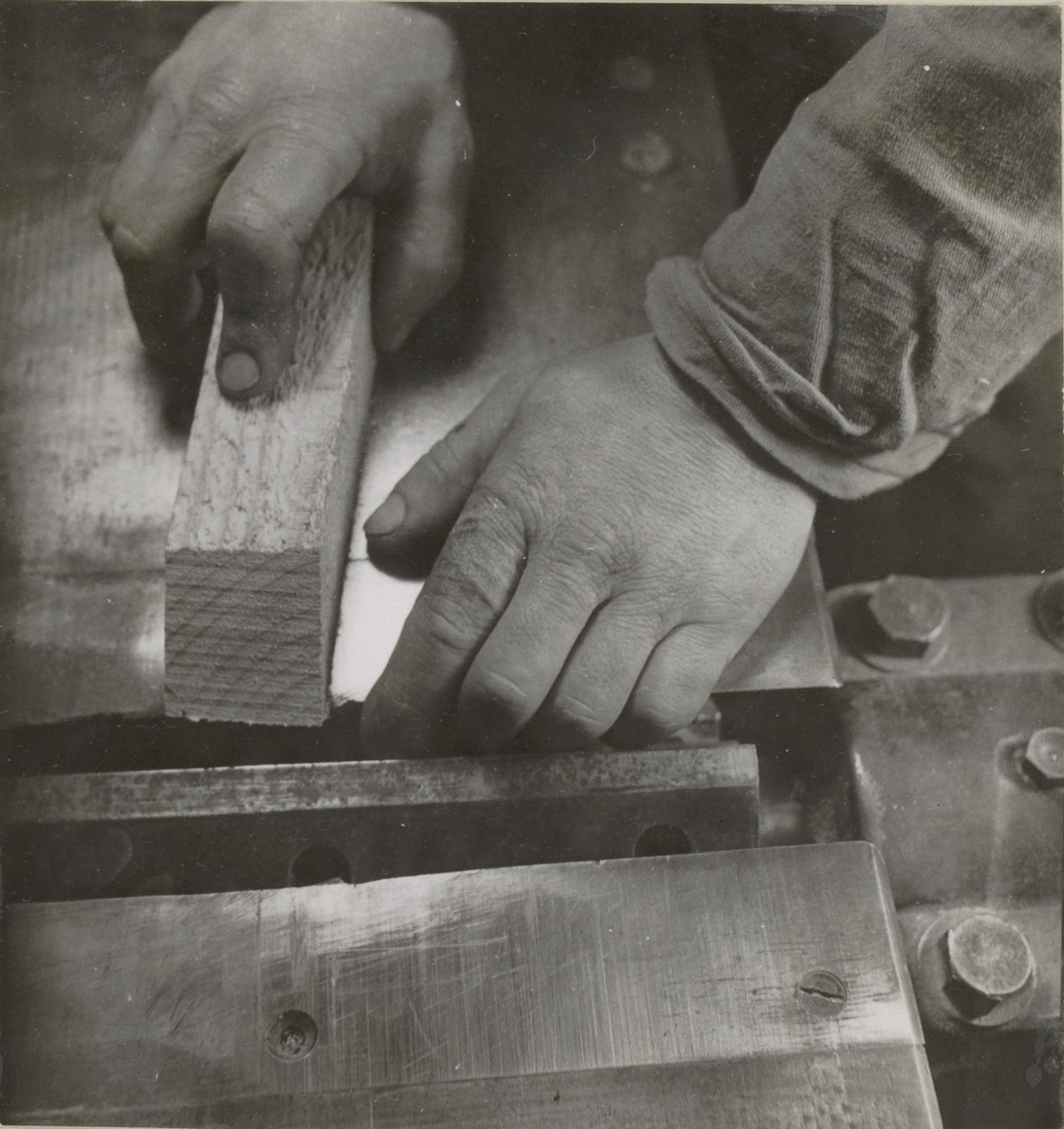
Vlakbank

## Verdere personalia
Oorthuys trouwde op 31 augustus 1932 met de onderwijzeres Gezina Broerse (1910-1997) en kreeg met haar een zoon en een dochter. Het huwelijk was niet harmonieus en eindigde op 5 augustus 1938 in een echtscheiding. Voor het uitbreken van de oorlog ontmoette Oorthuys in Amsterdam de filmscenarioschrijver Lydia Krienen (geboren in 1919) met wie hij op 3 april 1940 trouwde. Met haar kreeg hij een zoon en twee dochters.
In 1975 overleed Oorthuys plotseling, vlak nadat hij in opdracht van de PTT de bevrijdingszegel 1945-1975 had ontworpen.

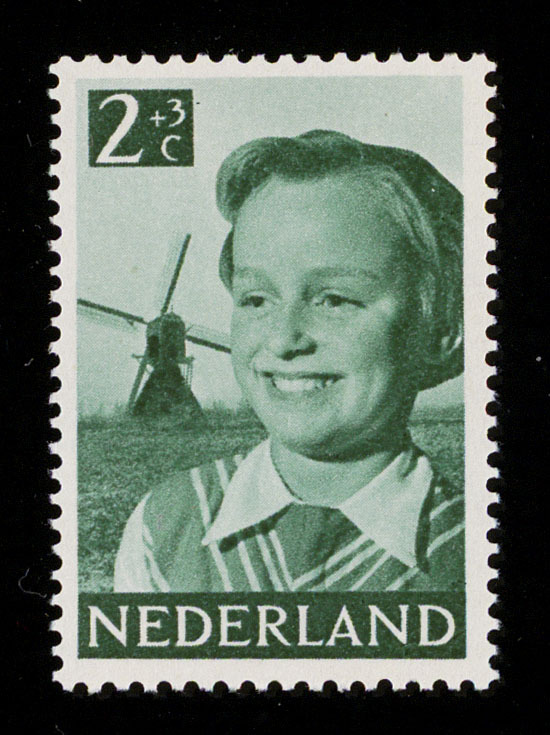
Kinderpostzegels Nederland 1951
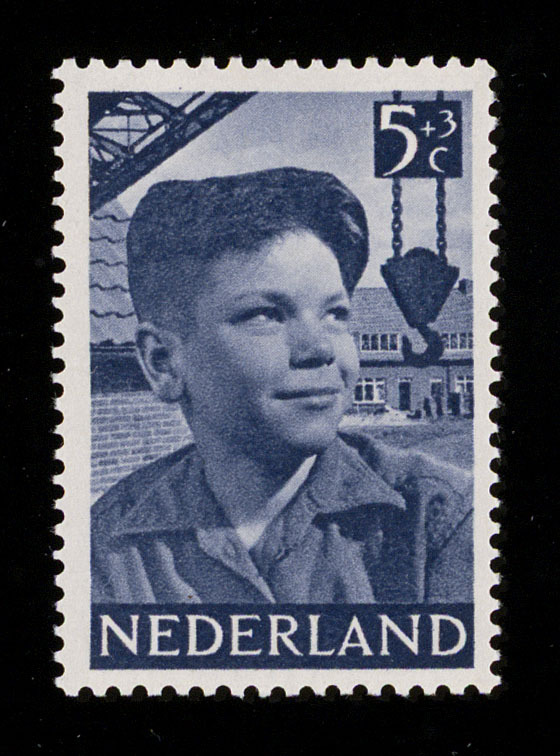
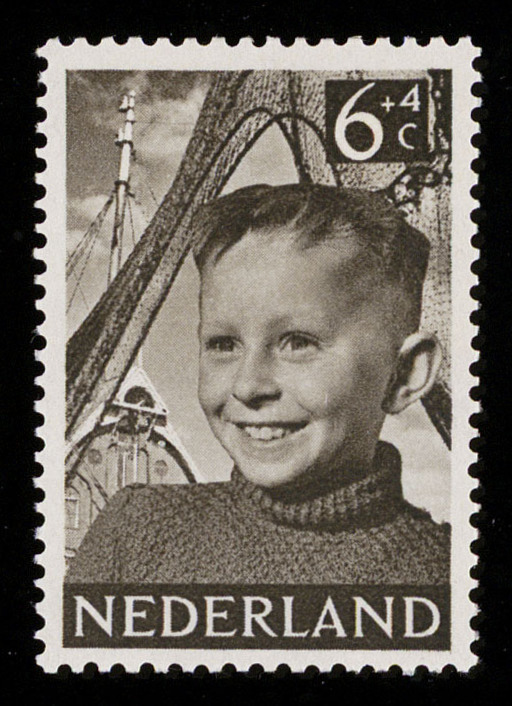
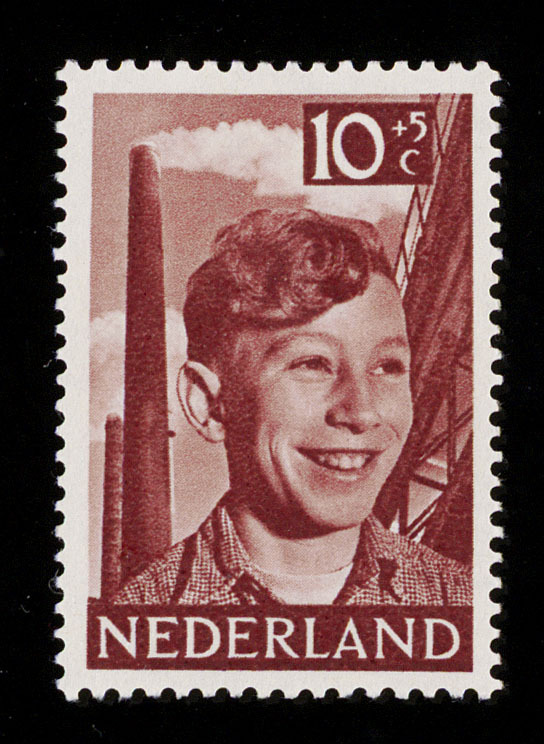
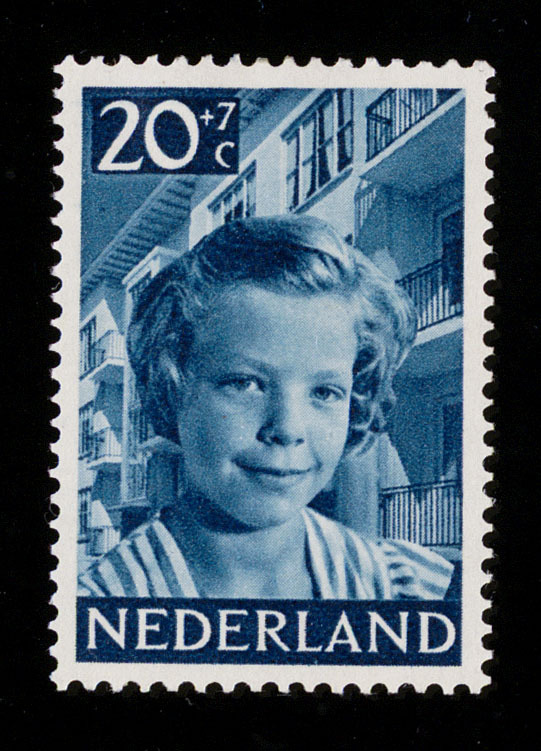

## Werk in openbare collecties (selectie)
- Rijksmuseum Amsterdam[3]
- Nederlands Fotomuseum Rotterdam